# Ti amo/Dimentica, dimentica
Ti amo/Dimentica, dimentica è un 45 giri del cantautore italiano Umberto Tozzi del 1977 estratto dall'album È nell'aria...ti amo.

## Il disco
Le due canzoni sono firmate, sia per il testo che per la musica, da Umberto Tozzi e Giancarlo Bigazzi; la copertina raffigura Tozzi a mezzo busto con le braccia incrociate.
Il disco ottenne all'epoca un grande successo di vendita, in Italia (prima posizione) e all'estero, grazie soprattutto alla canzone sul lato A, Ti amo che arriva in prima posizione in Francia, Svizzera (per sei settimane) ed in Svezia (per due settimane).
In Norvegia ed Austria arriva in terza posizione ed in Germania e nelle Fiandre (in Belgio) in quarta posizione.
Nel 2002 la versione in duetto con la cantante francese Lena Ka Rien que des mots (Ti amo) arriva in seconda posizione in Vallonia (in Belgio), in terza in Francia ed in decima in Svizzera.

## Ti amo
Con questa canzone Tozzi partecipò al Festivalbar 1977, vincendolo. Il brano ha una struttura armonica molto semplice e che consiste in una semplice serie di quattro accordi detta "giro di Do" (do maggiore, la minore, re minore, sol maggiore) ripetuta per tutta la canzone.
Il significato della canzone appare difficile da comprendere poiché nel testo appaiono due donne.
È il 1º maggio, la festa dei lavoratori, e il cantautore nelle vesti di un lavoratore che presta servizio lontano da casa deve fare rientro a casa ma prima della partenza saluta la sua amante alla quale confessa che il suo sentimento è forte ma tormentato. Tornando a casa si accorge quanto la moglie gli sia mancata e, pentito, le chiede di farlo sentire ancora suo marito.
La canzone, incisa anche dai Ricchi e Poveri nel loro album di cover Allegro italiano del 1992, fu tradotta in francese da Pascal Sevran e Claude Carmone ed interpretata da Dalida e poi, nel 1984, fu tradotta in inglese da Diane Warren ed incisa da Laura Branigan, la cantante statunitense che portò al n° 1 della charts USA Gloria, nel suo album Self Control. In Germania, invece, ne fece una cover Guildo Horn; un'altra cover in tedesco è stata incisa dal sudafricano Howard Carpendale. Nel 2016 Hélène Ségara inserisce una cover, dal titolo De Venise à la Seine, testo di Patrick Loiseau, nel suo album Amaretti.
Nel 2017, in occasione del 40º anniversario della canzone, la ripropone in duetto con la cantante Anastacia.
Nel 2020 la canzone è stata inserita in un episodio della quarta stagione della celebre serie tv spagnola La casa di carta. Nello stesso anno partecipa al concorso radiofonico I Love My Radio, a cui hanno preso parte in totale 45 canzoni.
Nel 2021 il brano è stato inserito in lingua spagnola nel primo episodio della terza e ultima stagione di Narcos: Messico, cantata dallo stesso Tozzi.
Nel 2024 è stato cantato dai The Kolors insieme allo stesso Tozzi al Festival di Sanremo nella serata dedicata alle cover in un medley insieme a Gloria e Tu. Nel 2025 viene realizzata la canzone Sola (Ti Amo) di Cioffi e Mar Lucas, che riprende dei pezzi della canzone di Tozzi.

## Dimentica, dimentica
Canzone lenta, basata su un accompagnamento di pianoforte sia nella strofa che nel ritornello, al termine del quale si ha l'ingresso dell'orchestra d'archi.
Il testo è intimistico e riflessivo.

## Formazione
- Umberto Tozzi: voce, chitarra elettrica, cori
- Euro Cristiani: batteria, percussioni, cori
- Guido Guglielminetti: basso
- Roberto Zanaboni: pianoforte

Orchestra d'archi arrangiata e diretta da Gianfranco Monaldi

## Classifiche

### Classifiche settimanali
| Classifica (2002) | Posizione massima |
| ----------------- | ----------------- |
| Belgio (Vallonia) | 2                 |
| Europa            | 8                 |
| Francia           | 3                 |
| Svizzera          | 10                |

### Classifiche di fine anno
| Classifica (2002) | Posizione |
| ----------------- | --------- |
| Belgio (Vallonia) | 4         |
| Europa            | 32        |
| Francia           | 7         |